# 단월중학교
단월중학교(丹月中學校)는  대한민국 경기도 양평군 단월면 보룡리에 있는 사립 중학교이다.

## 학교 연혁
- 1965년 4월 2일 : 단월농업기술학교 개교, 초대 교장 박호준 선생 취임
- 1969년 11월 18일 : 학교법인 송림학원 인가, 초대 이사장 박호원 선생 취임
- 1970년 1월 12일 : 단월중학교 설립 인가
- 1976년 12월 22일 : 학급 증설 인가(9학급)
- 1989년 5월 20일 : 제2대 이사장 박창성 선생 취임
- 2002년 10월 25일 : 송림관(강당) 준공
- 2003년 6월 11일 : 농구장 준공
- 2008년 6월 23일 : 급식실 신축
- 2009년 6월 2일 : 인성교육생활관 준공
- 2012년 3월 15일 : 여자축구부 창단
- 2012년 10월 22일 : 야구부 창단
- 2018년 9월 1일 : 제11대 교장 최지애 선생 취임
- 2019년 1월 7일 : 제53회 졸업식(총 3,425명)
- 2019년 3월 4일 : 신관(특별교실) 준공
- 2025년 4월 2일 : 개교 60주년

## 참고 자료
- 단월중학교 - 한국교육학술정보원 학교알리미